# 朝阳V姐
朝阳V姐，是2011年末在中華人民共和國网络上流行的一个概念。用來指靠着言行举止大胆、穿着暴露等特点迅速通过网络节目走红的野模（非正规公司签约模特），她们的微博都通过了实名认证（用户名后加上一个橙色字母“V”），微博地址写的基本是北京朝阳区，职业认证为模特、艺人、演员。
朝阳V姐最早被披露是缘于一批真人秀节目嘉宾身份造假被曝光，东方卫视《达人秀》、辽宁卫视《激情唱响》、江苏卫视《非诚勿扰》等王牌节目亦牵扯其中。网友爆料称网络综艺节目《爱够了没》中的嘉宾并非所谓的“空姐”、“护士”，而是一个被称作“朝阳V姐”的群体，她们的真实身份都是造假的，没有什么正当职业，不少人的生活就是混夜店、陪老板、蹭节目。也有人质疑“朝阳V姐”的走红是《爱够了没》的刻意炒作。